# Török labdarúgó-válogatott

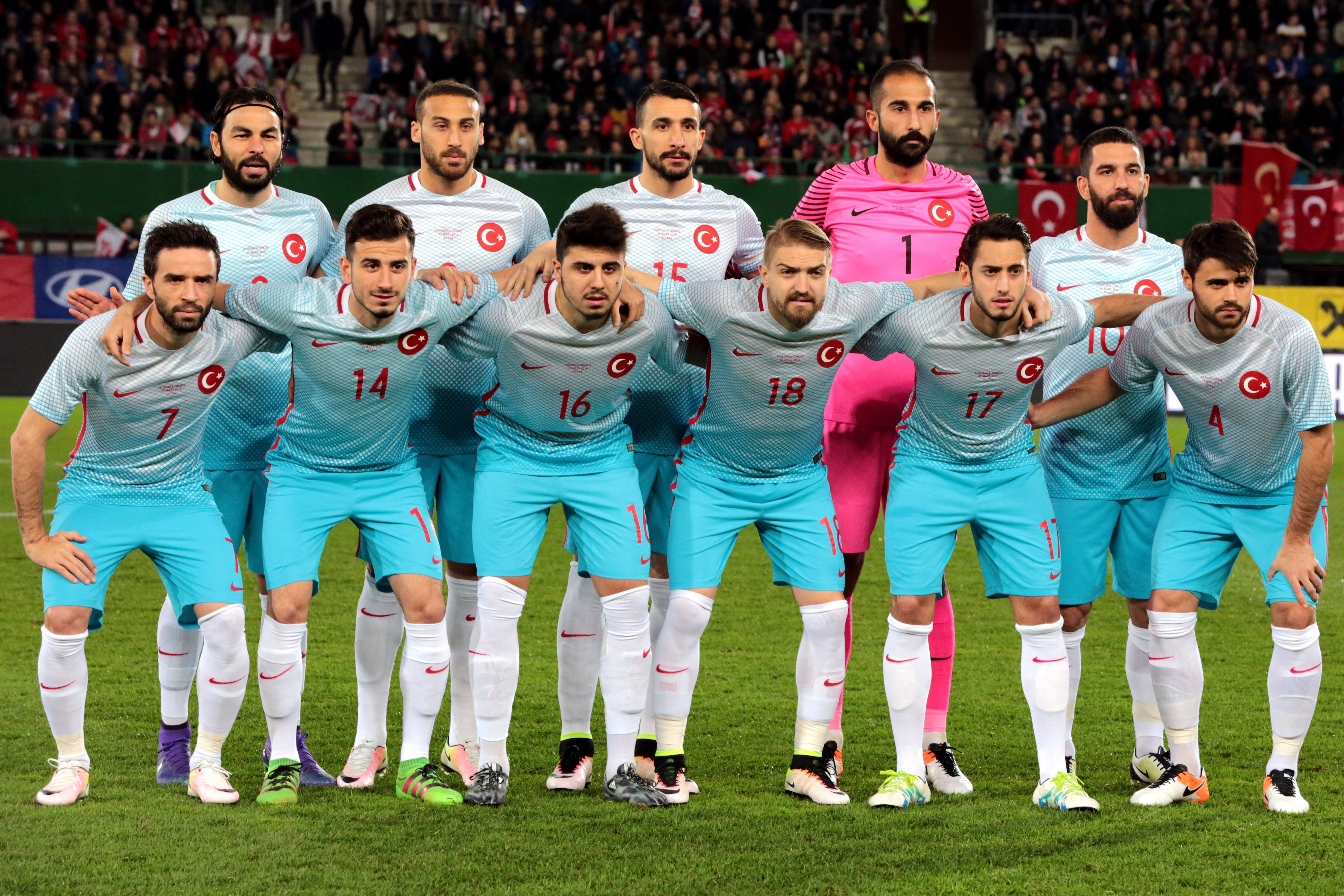
A török labdarúgó-válogatott (2016)

A török labdarúgó-válogatott (törökül: Türkiye Millî Futbol Takımı) Törökország nemzeti labdarúgó-válogatottja, melyet a török labdarúgó-szövetség (Türkiye Futbol Federasyonu) irányít. 
Törökország eddig három alkalommal jutott ki a világbajnokságra (1950, 1954, 2002), viszont 1950-ben visszaléptek. Az Európa-bajnokságokon négy alkalommal vett részt (1996, 2000, 2008, 2016).
Legjobb eredményei: a két legrangosabb FIFA által szervezett labdarúgó-tornán megszerezte a harmadik helyet, ezek pedig a következők voltak: 2002-es labdarúgó-világbajnokság, 2003-as konföderációs kupa.

## A válogatott története

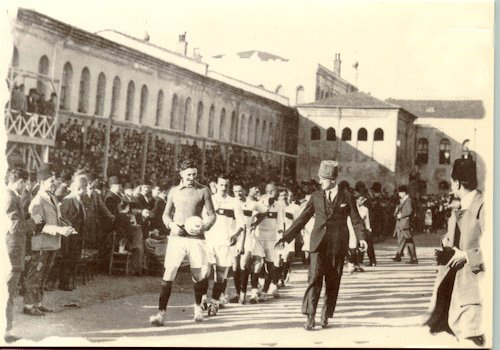
A török labdarúgó-válogatott első hivatalos mérkőzése előtt 1923-ban

A török labdarúgó-válogatott első mérkőzésén 1923-ban 2–2-es döntetlent játszotta Románia ellen. Az 1950-es labdarúgó-világbajnokságra Szíria 7–0-s legyőzése után kijutottak ugyan, de visszaléptek pénzügyi gondok miatt. Az 1954-es világbajnokságra pótselejtezőt vívtak Spanyolországgal. Az első találkozót 4–1-re elveszítették, a másodikat 1–0-ra megnyerték, így egy harmadik összecsapás következett, ami 2–2-vel végződött. Végül pénzfeldobás döntött a továbbjutó sorsáról és ez a törököknek kedvezett. A világbajnokságon az NSZK-tól 4–1-re kikaptak, majd 7–0-ra legyőzték Dél-Koreát. A továbbjutás szempontjából egy pótmérkőzést iktattak be a programba a szervezők, amit az NSZK-val játszottak és 7–2 arányban alulmaradtak.
Az 1960-as évek kopár időszaknak tekinthető a török válogatott történetében. A 70-es években két alkalommal is közel álltak ahhoz, hogy kijussanak az Európa-bajnokságra. Egészen az 1990-es világbajnokság selejtezőjéig – amikor fordulópont következett be a török labdarúgásban – nem tudtak különösebb eredményt felmutatni. A nagy változás első jelei az 1996-os Európa-bajnokságra való kijutásban kezdtek megmutatkozni. A selejtezőkben Svájcot és Svédországot is egyaránt 2–1-re győzték le. A tornáról, bár elveszítették mindhárom csoportmérkőzésüket, mégsem tértek haza üres kézzel. A Fair play-díjat a csapatkapitány Alpay Özalan vehette át. A következő, 2000-es kontinensviadalra is sikeresen kijutott Törökország, miután pótselejtezőn idegenben szerzett góllal jutottak tovább Írországban. A csoportkörben az első mérkőzésükön 2–1-es vereséget szenvedtek az olaszok ellen, majd 0–0-s döntetlent játszottak Svédországgal. Az utolsó csoportmeccsükön aztán 2–0-ra legyőzték a házigazda Belgiumot és továbbjutottak a negyeddöntőbe, ahol Portugália ellen szenvedtek 2–0-s vereséget.

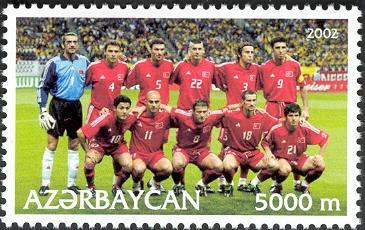
A török labdarúgó-válogatott egy azerbajdzsáni bélyegen a 2002-es vb alkalmából

A világbajnokságokon elért eddigi legjobb helyezésük egy bronzérem 2002-ben. A selejtezőket a második helyen zárva, pótselejtezőn Ausztriát legyőzve jutottak tovább. A két mérkőzés után összesítésben 6–0-val léptek tovább a törökök. A világbajnokságon Brazília ellen 2–1-es vereséggel nyitottak. Ezt a Costa Rica elleni 1–1 követte, majd Kínát 3–0-ra megverték. Törökország ezután az egyik házigazdával, mégpedig Japánnal nézett farkasszemet a legjobb 16 között. A mérkőzés 1–0-s török sikerrel zárult. A negyeddöntőben Szenegált győzték le szintén 1–0-ra, aranygóllal. Az elődöntőben ismét találkoztak a brazilokkal, és ezúttal is 1–0 lett a végeredmény, azonban a szerencse most nem a törökök oldalán állt. A harmadik helyért rendezett találkozón Törökország 3–2-re legyőzte Dél-Koreát. Hakan Sükür 10,8 másodperc alatt szerezte a találkozó első gólját; ez eddig a világbajnokságok történetének leggyorsabb találata. Az eredménynek köszönhetően, amikor a válogatott gépe leszállt Isztambulban, több ezer zászlós tömeg fogadta őket és egy fergeteges utcabál vette kezdetét a Taksim téren.
2003 nyarán Törökországot felkérték, hogy vegyen részt a konföderációs kupán, miután Németország jelezte, hogy nem kíván részt venni az eseményen. A csoportból továbbjutva az elődöntőben 3–2-re kikaptak a házigazda franciáktól. A harmadik helyért rendezett mérkőzésen 2–1-re nyertek Kolumbia ellen.
A 2004-es Európa- és 2006-os világbajnokságra nem kvalifikálták magukat a törökök.
Harmadik legnagyobb sikerüket a 2008-as Európa-bajnokságon érték el. A csoportok sorsolásánál az A csoportba kaptak besorolást Csehország, Portugália és az egyik rendező, Svájc társaságában. Portugália ellen 2–0-s vereséggel kezdtek, majd 2–1-re és 3–2-re hozták a Svájc, illetve Csehország elleni meccseket, ami azért kiemelkedő, mert mindkét mérkőzésen hátrányból fordítottak.
A negyeddöntőben folytatódott a török csoda. A török–horvát mérkőzés 0–0-val ért véget a rendes játékidő után, majd a hosszabbításban Horvátország megszerezte a vezetést. A horvátok, ekkor már a mennyben érezhették magukat, de kicsivel a vége előtt Semih Şentürk egalizált. Mindez sokkolta a horvátokat, és következtek a tizenegyesrúgások, melyeket a nagy lélektani előnyben lévő törökök 3–1 arányban megnyertek. Az elődöntőt 3–2-re elbukták Németországgal szemben, így nem sikerült éremmel zárniuk a tornát.

## Nemzetközi eredmények
Világbajnokság
- Bronzérmes: 1 alkalommal (2002)

Európa-bajnokság
- Elődöntős: 1 alkalommal (2008)

Konföderációs kupa
- Bronzérmes: 1 alkalommal (2003)

### Világbajnokság
Bronzérem
| Világbajnokság | Világbajnokság            | Világbajnokság            | Világbajnokság            | Világbajnokság            | Világbajnokság            | Világbajnokság            | Világbajnokság            | Világbajnokság            | Világbajnokság            | Selejtezők   | Selejtezők   | Selejtezők   | Selejtezők   | Selejtezők   | Selejtezők   | Selejtezők   |        |
| Év             | Eredmény                  | H.                        | M                         | Gy                        | D                         | V                         | G+                        | G–                        | Keret                     | H.           | M            | Gy           | D            | V            | G+           | G–           |        |
| -------------- | ------------------------- | ------------------------- | ------------------------- | ------------------------- | ------------------------- | ------------------------- | ------------------------- | ------------------------- | ------------------------- | ------------ | ------------ | ------------ | ------------ | ------------ | ------------ | ------------ | ------ |
| 1930           | nem indult                | nem indult                | nem indult                | nem indult                | nem indult                | nem indult                | nem indult                | nem indult                | nem indult                | nem indult   | nem indult   | nem indult   | nem indult   | nem indult   | nem indult   | nem indult   |        |
| 1934           | visszalépett              | visszalépett              | visszalépett              | visszalépett              | visszalépett              | visszalépett              | visszalépett              | visszalépett              | visszalépett              | visszalépett | visszalépett | visszalépett | visszalépett | visszalépett | visszalépett | visszalépett |        |
| 1938           | nem indult                | nem indult                | nem indult                | nem indult                | nem indult                | nem indult                | nem indult                | nem indult                | nem indult                | nem indult   | nem indult   | nem indult   | nem indult   | nem indult   | nem indult   | nem indult   |        |
| 1950           | kijutott, de visszalépett | kijutott, de visszalépett | kijutott, de visszalépett | kijutott, de visszalépett | kijutott, de visszalépett | kijutott, de visszalépett | kijutott, de visszalépett | kijutott, de visszalépett | kijutott, de visszalépett | 1.           | 1            | 1            | 0            | 0            | 7            | 0            |        |
| 1954           | Csoportkör                | 9.                        | 3                         | 1                         | 0                         | 2                         | 10                        | 11                        | Keret                     | 1.           | 3            | 1            | 1            | 1            | 4            | 6            |        |
| 1958           | visszalépett              | visszalépett              | visszalépett              | visszalépett              | visszalépett              | visszalépett              | visszalépett              | visszalépett              | visszalépett              | visszalépett | visszalépett | visszalépett | visszalépett | visszalépett | visszalépett | visszalépett |        |
| 1962           | nem jutott ki             | nem jutott ki             | nem jutott ki             | nem jutott ki             | nem jutott ki             | nem jutott ki             | nem jutott ki             | nem jutott ki             | nem jutott ki             | 2.           | 4            | 2            | 0            | 2            | 4            | 4            |        |
| 1966           | nem jutott ki             | nem jutott ki             | nem jutott ki             | nem jutott ki             | nem jutott ki             | nem jutott ki             | nem jutott ki             | nem jutott ki             | nem jutott ki             | 4.           | 6            | 1            | 0            | 5            | 4            | 19           |        |
| 1970           | nem jutott ki             | nem jutott ki             | nem jutott ki             | nem jutott ki             | nem jutott ki             | nem jutott ki             | nem jutott ki             | nem jutott ki             | nem jutott ki             | 3.           | 4            | 0            | 0            | 4            | 2            | 13           |        |
| 1974           | nem jutott ki             | nem jutott ki             | nem jutott ki             | nem jutott ki             | nem jutott ki             | nem jutott ki             | nem jutott ki             | nem jutott ki             | nem jutott ki             | 2.           | 6            | 2            | 2            | 2            | 5            | 3            |        |
| 1978           | nem jutott ki             | nem jutott ki             | nem jutott ki             | nem jutott ki             | nem jutott ki             | nem jutott ki             | nem jutott ki             | nem jutott ki             | nem jutott ki             | 3.           | 6            | 2            | 1            | 3            | 9            | 5            |        |
| 1982           | nem jutott ki             | nem jutott ki             | nem jutott ki             | nem jutott ki             | nem jutott ki             | nem jutott ki             | nem jutott ki             | nem jutott ki             | nem jutott ki             | 5.           | 8            | 0            | 0            | 8            | 1            | 22           |        |
| 1986           | nem jutott ki             | nem jutott ki             | nem jutott ki             | nem jutott ki             | nem jutott ki             | nem jutott ki             | nem jutott ki             | nem jutott ki             | nem jutott ki             | 5.           | 8            | 0            | 1            | 7            | 2            | 24           |        |
| 1990           | nem jutott ki             | nem jutott ki             | nem jutott ki             | nem jutott ki             | nem jutott ki             | nem jutott ki             | nem jutott ki             | nem jutott ki             | nem jutott ki             | 3.           | 8            | 3            | 1            | 4            | 12           | 10           |        |
| 1994           | nem jutott ki             | nem jutott ki             | nem jutott ki             | nem jutott ki             | nem jutott ki             | nem jutott ki             | nem jutott ki             | nem jutott ki             | nem jutott ki             | 5.           | 10           | 3            | 1            | 6            | 11           | 19           |        |
| 1998           | nem jutott ki             | nem jutott ki             | nem jutott ki             | nem jutott ki             | nem jutott ki             | nem jutott ki             | nem jutott ki             | nem jutott ki             | nem jutott ki             | 3.           | 8            | 4            | 2            | 2            | 21           | 9            |        |
| 2002           | Bronzérem                 | 3.                        | 7                         | 4                         | 1                         | 2                         | 10                        | 6                         | Keret                     | 2.           | 12           | 8            | 3            | 1            | 24           | 8            |        |
| 2006           | nem jutott ki             | nem jutott ki             | nem jutott ki             | nem jutott ki             | nem jutott ki             | nem jutott ki             | nem jutott ki             | nem jutott ki             | nem jutott ki             | 2.           | 14           | 7            | 5            | 2            | 27           | 13           |        |
| 2010           | nem jutott ki             | nem jutott ki             | nem jutott ki             | nem jutott ki             | nem jutott ki             | nem jutott ki             | nem jutott ki             | nem jutott ki             | nem jutott ki             | 3.           | 10           | 4            | 3            | 3            | 13           | 10           |        |
| 2014           | nem jutott ki             | nem jutott ki             | nem jutott ki             | nem jutott ki             | nem jutott ki             | nem jutott ki             | nem jutott ki             | nem jutott ki             | nem jutott ki             | 4.           | 10           | 5            | 1            | 4            | 16           | 9            |        |
| 2018           | nem jutott ki             | nem jutott ki             | nem jutott ki             | nem jutott ki             | nem jutott ki             | nem jutott ki             | nem jutott ki             | nem jutott ki             | nem jutott ki             | 4.           | 10           | 4            | 3            | 3            | 14           | 13           |        |
| 2022           | nem jutott ki             | nem jutott ki             | nem jutott ki             | nem jutott ki             | nem jutott ki             | nem jutott ki             | nem jutott ki             | nem jutott ki             | nem jutott ki             | 2.           | 11           | 6            | 3            | 2            | 28           | 19           |        |
| 2026           | később                    | később                    | később                    | később                    | később                    | később                    | később                    | később                    | később                    | később       | később       | később       | később       | később       | később       | később       | később |
| 2030           | később                    | később                    | később                    | később                    | később                    | később                    | később                    | később                    | később                    | később       | később       | később       | később       | később       | később       | később       | később |
| 2034           | később                    | később                    | később                    | később                    | később                    | később                    | később                    | később                    | később                    | később       | később       | később       | később       | később       | később       | később       | később |
| Összesen       |                           | 2/22                      | 10                        | 5                         | 1                         | 4                         | 20                        | 17                        | –                         | Összesen     | 139          | 53           | 27           | 59           | 204          | 206          |        |

### Európa-bajnokság
| Európa-bajnokság | Európa-bajnokság | Európa-bajnokság | Európa-bajnokság | Európa-bajnokság | Európa-bajnokság | Európa-bajnokság | Európa-bajnokság | Európa-bajnokság | Európa-bajnokság | Selejtezők                         | Selejtezők                         | Selejtezők                         | Selejtezők                         | Selejtezők                         | Selejtezők                         | Selejtezők                         |
| Év               | Eredmény         | H.               | M                | Gy               | D                | V                | G+               | G–               | Keret            | H.                                 | M                                  | Gy                                 | D                                  | V                                  | G+                                 | G–                                 |
| ---------------- | ---------------- | ---------------- | ---------------- | ---------------- | ---------------- | ---------------- | ---------------- | ---------------- | ---------------- | ---------------------------------- | ---------------------------------- | ---------------------------------- | ---------------------------------- | ---------------------------------- | ---------------------------------- | ---------------------------------- |
| 1960             | nem jutott ki    | nem jutott ki    | nem jutott ki    | nem jutott ki    | nem jutott ki    | nem jutott ki    | nem jutott ki    | nem jutott ki    | nem jutott ki    | Nyolcaddöntő                       | 2                                  | 1                                  | 0                                  | 1                                  | 2                                  | 3                                  |
| 1964             | nem jutott ki    | nem jutott ki    | nem jutott ki    | nem jutott ki    | nem jutott ki    | nem jutott ki    | nem jutott ki    | nem jutott ki    | nem jutott ki    | Első forduló                       | 2                                  | 0                                  | 0                                  | 2                                  | 0                                  | 7                                  |
| 1968             | nem jutott ki    | nem jutott ki    | nem jutott ki    | nem jutott ki    | nem jutott ki    | nem jutott ki    | nem jutott ki    | nem jutott ki    | nem jutott ki    | 4.                                 | 6                                  | 1                                  | 2                                  | 3                                  | 3                                  | 8                                  |
| 1972             | nem jutott ki    | nem jutott ki    | nem jutott ki    | nem jutott ki    | nem jutott ki    | nem jutott ki    | nem jutott ki    | nem jutott ki    | nem jutott ki    | 3.                                 | 6                                  | 2                                  | 1                                  | 3                                  | 5                                  | 13                                 |
| 1976             | nem jutott ki    | nem jutott ki    | nem jutott ki    | nem jutott ki    | nem jutott ki    | nem jutott ki    | nem jutott ki    | nem jutott ki    | nem jutott ki    | 3.                                 | 6                                  | 2                                  | 2                                  | 2                                  | 5                                  | 10                                 |
| 1980             | nem jutott ki    | nem jutott ki    | nem jutott ki    | nem jutott ki    | nem jutott ki    | nem jutott ki    | nem jutott ki    | nem jutott ki    | nem jutott ki    | 2.                                 | 6                                  | 3                                  | 1                                  | 2                                  | 5                                  | 5                                  |
| 1984             | nem jutott ki    | nem jutott ki    | nem jutott ki    | nem jutott ki    | nem jutott ki    | nem jutott ki    | nem jutott ki    | nem jutott ki    | nem jutott ki    | 4.                                 | 8                                  | 3                                  | 1                                  | 4                                  | 8                                  | 16                                 |
| 1988             | nem jutott ki    | nem jutott ki    | nem jutott ki    | nem jutott ki    | nem jutott ki    | nem jutott ki    | nem jutott ki    | nem jutott ki    | nem jutott ki    | 4.                                 | 6                                  | 0                                  | 2                                  | 4                                  | 2                                  | 16                                 |
| 1992             | nem jutott ki    | nem jutott ki    | nem jutott ki    | nem jutott ki    | nem jutott ki    | nem jutott ki    | nem jutott ki    | nem jutott ki    | nem jutott ki    | 4.                                 | 6                                  | 0                                  | 0                                  | 6                                  | 1                                  | 14                                 |
| 1996             | Csoportkör       | 16.              | 3                | 0                | 0                | 3                | 0                | 5                | Keret            | 2.                                 | 8                                  | 4                                  | 3                                  | 1                                  | 16                                 | 8                                  |
| 2000             | Negyeddöntő      | 6.               | 4                | 1                | 1                | 2                | 3                | 4                | Keret            | 2. (pótselejtező)                  | 10                                 | 5                                  | 4                                  | 1                                  | 16                                 | 7                                  |
| 2004             | nem jutott ki    | nem jutott ki    | nem jutott ki    | nem jutott ki    | nem jutott ki    | nem jutott ki    | nem jutott ki    | nem jutott ki    | nem jutott ki    | 2. (pótselejtező)                  | 10                                 | 6                                  | 2                                  | 2                                  | 19                                 | 8                                  |
| 2008             | Elődöntő         | 3.               | 5                | 2                | 1                | 2                | 8                | 9                | Keret            | 2.                                 | 12                                 | 7                                  | 3                                  | 2                                  | 25                                 | 11                                 |
| 2012             | nem jutott ki    | nem jutott ki    | nem jutott ki    | nem jutott ki    | nem jutott ki    | nem jutott ki    | nem jutott ki    | nem jutott ki    | nem jutott ki    | 2. (pótselejtező)                  | 12                                 | 5                                  | 3                                  | 4                                  | 13                                 | 14                                 |
| 2016             | Csoportkör       | 17.              | 3                | 1                | 0                | 2                | 2                | 4                | Keret            | 3.                                 | 10                                 | 5                                  | 3                                  | 2                                  | 14                                 | 9                                  |
| 2020             | Csoportkör       | 24.              | 3                | 0                | 0                | 3                | 1                | 8                | Keret            | 2.                                 | 10                                 | 7                                  | 2                                  | 1                                  | 18                                 | 3                                  |
| 2024             | Negyeddöntő      | 7.               | 5                | 3                | 0                | 2                | 8                | 8                | Keret            | 1.                                 | 8                                  | 5                                  | 2                                  | 1                                  | 14                                 | 7                                  |
| 2028             | később           | később           | később           | később           | később           | később           | később           | később           | később           | később                             | később                             | később                             | később                             | később                             | később                             | később                             |
| 2032             | kijutott         | kijutott         | kijutott         | kijutott         | kijutott         | kijutott         | kijutott         | kijutott         | kijutott         | rendezőként automatikusan kijutott | rendezőként automatikusan kijutott | rendezőként automatikusan kijutott | rendezőként automatikusan kijutott | rendezőként automatikusan kijutott | rendezőként automatikusan kijutott | rendezőként automatikusan kijutott |
| Összesen         |                  | 6/17             | 23               | 7                | 2                | 14               | 22               | 38               | –                | Összesen                           | 128                                | 56                                 | 31                                 | 41                                 | 166                                | 159                                |

### UEFA Nemzetek Ligája
| Csoportkör / Negyeddöntő / Osztályozó | Csoportkör / Negyeddöntő / Osztályozó | Csoportkör / Negyeddöntő / Osztályozó | Csoportkör / Negyeddöntő / Osztályozó | Csoportkör / Negyeddöntő / Osztályozó | Csoportkör / Negyeddöntő / Osztályozó | Csoportkör / Negyeddöntő / Osztályozó | Csoportkör / Negyeddöntő / Osztályozó | Csoportkör / Negyeddöntő / Osztályozó | Csoportkör / Negyeddöntő / Osztályozó | Csoportkör / Negyeddöntő / Osztályozó | Csoportkör / Negyeddöntő / Osztályozó | Egyenes kieséses szakasz | Egyenes kieséses szakasz | Egyenes kieséses szakasz | Egyenes kieséses szakasz | Egyenes kieséses szakasz | Egyenes kieséses szakasz | Egyenes kieséses szakasz | Egyenes kieséses szakasz | Egyenes kieséses szakasz |
| Szezon                                | Liga                                  | Csoport                               | H                                     | M                                     | Gy                                    | D                                     | V                                     | G+                                    | G–                                    | Feljutás/kiesés                       | Helyezés                              | Év                       | Eredmény                 | M                        | Gy                       | D                        | V                        | G+                       | G–                       | Keret                    |
| ------------------------------------- | ------------------------------------- | ------------------------------------- | ------------------------------------- | ------------------------------------- | ------------------------------------- | ------------------------------------- | ------------------------------------- | ------------------------------------- | ------------------------------------- | ------------------------------------- | ------------------------------------- | ------------------------ | ------------------------ | ------------------------ | ------------------------ | ------------------------ | ------------------------ | ------------------------ | ------------------------ | ------------------------ |
| 2018–19                               | B                                     | 2.                                    | 3.                                    | 4                                     | 1                                     | 0                                     | 3                                     | 4                                     | 7                                     | (formátumváltozás)                    | 22.                                   | 2019                     | nem jutott be            | nem jutott be            | nem jutott be            | nem jutott be            | nem jutott be            | nem jutott be            | nem jutott be            | nem jutott be            |
| 2020–21                               | B                                     | 3.                                    | 4.                                    | 6                                     | 1                                     | 3                                     | 2                                     | 6                                     | 8                                     | Csökkenés                             | 29.                                   | 2021                     | nem jutott be            | nem jutott be            | nem jutott be            | nem jutott be            | nem jutott be            | nem jutott be            | nem jutott be            | nem jutott be            |
| 2022–23                               | C                                     | 1.                                    | 1.                                    | 6                                     | 4                                     | 1                                     | 1                                     | 18                                    | 5                                     | Növekedés                             | 35.                                   | 2023                     | nem jutott be            | nem jutott be            | nem jutott be            | nem jutott be            | nem jutott be            | nem jutott be            | nem jutott be            | nem jutott be            |
| 2024–25                               | B                                     | 4.                                    | 2.                                    | 8                                     | 5                                     | 2                                     | 1                                     | 15                                    | 7                                     | Növekedés                             | 23.                                   | 2025                     | nem jutott be            | nem jutott be            | nem jutott be            | nem jutott be            | nem jutott be            | nem jutott be            | nem jutott be            | nem jutott be            |
| 2026–27                               | A                                     |                                       |                                       |                                       |                                       |                                       |                                       |                                       |                                       |                                       |                                       | 2027                     |                          |                          |                          |                          |                          |                          |                          |                          |
| Összesen                              | Összesen                              | Összesen                              | Összesen                              | 24                                    | 11                                    | 6                                     | 7                                     | 43                                    | 27                                    |                                       |                                       |                          | 0/4                      | –                        | –                        | –                        | –                        | –                        | –                        |                          |

### Konföderációs kupa
| Év       | Eredmény      | Hely          | M             | Gy            | D*            | V             | Rg            | Kg            |
| -------- | ------------- | ------------- | ------------- | ------------- | ------------- | ------------- | ------------- | ------------- |
| 1992     | Nem jutott be | Nem jutott be | Nem jutott be | Nem jutott be | Nem jutott be | Nem jutott be | Nem jutott be | Nem jutott be |
| 1995     | Nem jutott be | Nem jutott be | Nem jutott be | Nem jutott be | Nem jutott be | Nem jutott be | Nem jutott be | Nem jutott be |
| 1997     | Nem jutott be | Nem jutott be | Nem jutott be | Nem jutott be | Nem jutott be | Nem jutott be | Nem jutott be | Nem jutott be |
| 1999     | Nem jutott be | Nem jutott be | Nem jutott be | Nem jutott be | Nem jutott be | Nem jutott be | Nem jutott be | Nem jutott be |
| 2001     | Nem jutott be | Nem jutott be | Nem jutott be | Nem jutott be | Nem jutott be | Nem jutott be | Nem jutott be | Nem jutott be |
| 2003     | Bronzérem     | 3.            | 5             | 2             | 1             | 2             | 8             | 8             |
| 2005     | Nem jutott be | Nem jutott be | Nem jutott be | Nem jutott be | Nem jutott be | Nem jutott be | Nem jutott be | Nem jutott be |
| 2009     | Nem jutott be | Nem jutott be | Nem jutott be | Nem jutott be | Nem jutott be | Nem jutott be | Nem jutott be | Nem jutott be |
| 2013     | Nem jutott be | Nem jutott be | Nem jutott be | Nem jutott be | Nem jutott be | Nem jutott be | Nem jutott be | Nem jutott be |
| 2017     | Nem jutott be | Nem jutott be | Nem jutott be | Nem jutott be | Nem jutott be | Nem jutott be | Nem jutott be | Nem jutott be |
| Összesen | Elődöntő      | 1/10          | 5             | 2             | 1             | 2             | 8             | 8             |

### Olimpia
| Év       | Eredmény                | Hely                    | M                       | Gy                      | D                       | V                       | Rg                      | Kg                      |
| -------- | ----------------------- | ----------------------- | ----------------------- | ----------------------- | ----------------------- | ----------------------- | ----------------------- | ----------------------- |
| 1908     | Nem indult              | Nem indult              | Nem indult              | Nem indult              | Nem indult              | Nem indult              | Nem indult              | Nem indult              |
| 1912     | Nem indult              | Nem indult              | Nem indult              | Nem indult              | Nem indult              | Nem indult              | Nem indult              | Nem indult              |
| 1920     | Nem indult              | Nem indult              | Nem indult              | Nem indult              | Nem indult              | Nem indult              | Nem indult              | Nem indult              |
| 1924     | 1. forduló              | 13.                     | 1                       | 0                       | 0                       | 1                       | 2                       | 5                       |
| 1928     | 1. forduló              | 14.                     | 1                       | 0                       | 0                       | 1                       | 1                       | 7                       |
| 1932     | Nem volt labdarúgótorna | Nem volt labdarúgótorna | Nem volt labdarúgótorna | Nem volt labdarúgótorna | Nem volt labdarúgótorna | Nem volt labdarúgótorna | Nem volt labdarúgótorna | Nem volt labdarúgótorna |
| 1936     | 1. forduló              | 15.                     | 1                       | 0                       | 0                       | 1                       | 0                       | 1                       |
| 1948     | Negyeddöntő             | 6.                      | 2                       | 1                       | 0                       | 1                       | 5                       | 3                       |
| 1952     | Negyeddöntő             | 8.                      | 2                       | 1                       | 0                       | 1                       | 3                       | 8                       |
| 1956     | Visszalépett            | Visszalépett            | Visszalépett            | Visszalépett            | Visszalépett            | Visszalépett            | Visszalépett            | Visszalépett            |
| 1960     | Csoportkör              | 14.                     | 3                       | 0                       | 1                       | 2                       | 3                       | 10                      |
| 1964     | Nem jutott be           | Nem jutott be           | Nem jutott be           | Nem jutott be           | Nem jutott be           | Nem jutott be           | Nem jutott be           | Nem jutott be           |
| 1968     | Nem jutott be           | Nem jutott be           | Nem jutott be           | Nem jutott be           | Nem jutott be           | Nem jutott be           | Nem jutott be           | Nem jutott be           |
| 1972     | Nem jutott be           | Nem jutott be           | Nem jutott be           | Nem jutott be           | Nem jutott be           | Nem jutott be           | Nem jutott be           | Nem jutott be           |
| 1976     | Nem jutott be           | Nem jutott be           | Nem jutott be           | Nem jutott be           | Nem jutott be           | Nem jutott be           | Nem jutott be           | Nem jutott be           |
| 1980     | Nem jutott be           | Nem jutott be           | Nem jutott be           | Nem jutott be           | Nem jutott be           | Nem jutott be           | Nem jutott be           | Nem jutott be           |
| 1984     | Visszalépett            | Visszalépett            | Visszalépett            | Visszalépett            | Visszalépett            | Visszalépett            | Visszalépett            | Visszalépett            |
| 1988     | Nem jutott be           | Nem jutott be           | Nem jutott be           | Nem jutott be           | Nem jutott be           | Nem jutott be           | Nem jutott be           | Nem jutott be           |
| 1992     | Nem jutott be           | Nem jutott be           | Nem jutott be           | Nem jutott be           | Nem jutott be           | Nem jutott be           | Nem jutott be           | Nem jutott be           |
| 1996     | Nem jutott be           | Nem jutott be           | Nem jutott be           | Nem jutott be           | Nem jutott be           | Nem jutott be           | Nem jutott be           | Nem jutott be           |
| 2000     | Nem jutott be           | Nem jutott be           | Nem jutott be           | Nem jutott be           | Nem jutott be           | Nem jutott be           | Nem jutott be           | Nem jutott be           |
| 2004     | Nem jutott be           | Nem jutott be           | Nem jutott be           | Nem jutott be           | Nem jutott be           | Nem jutott be           | Nem jutott be           | Nem jutott be           |
| 2008     | Nem jutott be           | Nem jutott be           | Nem jutott be           | Nem jutott be           | Nem jutott be           | Nem jutott be           | Nem jutott be           | Nem jutott be           |
| 2012     | Nem jutott be           | Nem jutott be           | Nem jutott be           | Nem jutott be           | Nem jutott be           | Nem jutott be           | Nem jutott be           | Nem jutott be           |
| 2016     | Nem jutott be           | Nem jutott be           | Nem jutott be           | Nem jutott be           | Nem jutott be           | Nem jutott be           | Nem jutott be           | Nem jutott be           |
| Összesen | Negyeddöntő             | 6/24                    | 10                      | 2                       | 1                       | 7                       | 14                      | 34                      |

- 1948 és 1988 között amatőr, 1992-től kezdődően U23-as játékosok vettek részt az olimpiai játékokon

## Mezek a válogatott története során
A török labdarúgó-válogatott hagyományos szerelése sokáig a fehér mez, fehér nadrág és fehér sportszár volt, a váltómez pedig piros mezből, piros nadrágból és piros sportszárból állt. Azonban a 2008-as Európa-bajnokságtól kezdődően felcserélték a színkombinációkat: A piros mez lett az első számú, a fehér pedig az idegenbeli. Egyre gyakoribb, hogy a váltó mez világoskék színeket kap.
Hazai
| 1923–1963 | 1963–1993 | 1996–1998 · 1996-os Eb | 1998–2000 | 2000–2002 · 2000-es Eb | 2002–2003 · 2002-es vb | 2003–2004 | 2004–2005 |  |

| 2005–2008 | 2008–2010 · 2008-as Eb | 2010–2012 | 2012–2016 | 2016–2018 · 2016-os Eb |  |

Idegenbeli
| 1996–1998 · 1996-os Eb |  | 1998–2000 |  | 2000–2002 · 2000-es Eb | 2002–2003 · 2002-es vb | 2003 | 2004–2005 | 2006–2008 | 2008–2010 · 2008-as Eb |

| 2010–2012 | 2012–2016 | 2016–2018 · 2016-os Eb |

## Játékosok

### Játékoskeret
A válogatott 26 fős kerete a 2020-as labdarúgó-Európa-bajnokságra. 
A pályára lépesek és a 2021. június 20-i  Svájc elleni mérkőzés utáni állapotnak megfelelőek.
| Szám            | Poszt       | Név               | Születési dátum (kor)        | Válogatottság | Gólok   | Klub                              |
| Kapusok         | Kapusok     | Kapusok           | Kapusok                      | Kapusok       | Kapusok | Kapusok                           |
| --------------- | ----------- | ----------------- | ---------------------------- | ------------- | ------- | --------------------------------- |
| 1               | kapus       | Mert Günok        | 1989. március 1. (36 éves)   | 22            | 0       | İstanbul Başakşehir               |
| 12              | kapus       | Altay Bayındır    | 1998. április 14. (27 éves)  | 1             | 0       | Fenerbahçe                        |
| 23              | kapus       | Uğurcan Çakır     | 1996. április 5. (29 éves)   | 11            | 0       | Trabzonspor                       |
| Védők           |             |                   |                              |               |         |                                   |
| 2               | hátvéd      | Zeki Çelik        | 1997. február 17. (28 éves)  | 23            | 2       | Lille                             |
| 3               | hátvéd      | Merih Demiral     | 1998. március 5. (27 éves)   | 24            | 0       | Juventus                          |
| 4               | hátvéd      | Çağlar Söyüncü    | 1996. május 23. (29 éves)    | 38            | 2       | Leicester City                    |
| 13              | hátvéd      | Umut Meras        | 1995. december 20. (29 éves) | 15            | 0       | Le Havre                          |
| 15              | hátvéd      | Ozan Kabak        | 2000. március 25. (25 éves)  | 12            | 0       | Liverpool                         |
| 18              | hátvéd      | Ridvan Yilmaz     | 2001. május 21. (24 éves)    | 2             | -       | Beşiktaş JK                       |
| 22              | hátvéd      | Kaan Ayhan        | 1994. november 10. (30 éves) | 40            | 4       | Sassuolo                          |
| 25              | hátvéd      | Mert Müldür       | 1999. április 3. (26 éves)   | 10            | 0       | US Sassuolo Calcio                |
| Középpályások   |             |                   |                              |               |         |                                   |
| 5               | középpályás | Okay Yokuslu      | 1994. március 9. (31 éves)   | 37            | 1       | West Bromwich Albion (kölcsönben) |
| 6               | középpályás | Ozan Tufan        | 1995. március 23. (30 éves)  | 63            | 9       | Fenerbahçe                        |
| 8               | középpályás | Dorukhan Toköz    | 1996. május 21. (29 éves)    | 10            | 1       | Beşiktaş                          |
| 10              | középpályás | Hakan Çalhanoğlu  | 1994. február 8. (31 éves)   | 59            | 13      | AC Milan                          |
| 11              | középpályás | Yusuf Yazıcı      | 1997. január 29. (28 éves)   | 34            | 1       | Lille                             |
| 14              | középpályás | Taylan Antalyali  | 1995. január 8. (30 éves)    | 6             | 0       | Galatasaray                       |
| 19              | középpályás | Orkun Kökçü       | 2000. december 29. (24 éves) | 7             | 0       | Feyenoord                         |
| 20              | középpályás | Abdülkadir Ömür   | 1999. június 25. (26 éves)   | 9             | 0       | Trabzonspor                       |
| 24              | középpályás | Irfan Can Kahveci | 1995. július 15. (30 éves)   | 21            | 1       | Fenerbahçe                        |
| 24              | középpályás | Kerem Aktürkoglu  | 1998. október 21. (26 éves)  | 1             | 0       | Galatasaray                       |
| Támadók         |             |                   |                              |               |         |                                   |
| 7               | csatár      | Cengiz Ünder      | 1997. július 14. (28 éves)   | 32            | 9       | Leicester City (kölcsönben)       |
| 16              | csatár      | Enes Ünal         | 1997. május 10. (28 éves)    | 22            | 2       | Getafe                            |
| 9               | csatár      | Kenan Karaman     | 1994. március 5. (31 éves)   | 25            | 5       | Fortuna Düsseldorf                |
| 17              | csatár      | Burak Yılmaz      | 1985. július 15. (40 éves)   | 70            | 29      | Lille                             |
| 26              | csatár      | Halil Dervisoglu  | 1999. december 8. (25 éves)  | 4             | 1       | Galatasaray (kölcsönben)          |
| Bő keret tagjai |             |                   |                              |               |         |                                   |

## Válogatottsági rekordok
Az adatok 2021. június 2. állapotoknak felelnek meg.
- A még aktív játékosok félkövérrel vannak megjelölve.

### Legtöbbször pályára lépett játékosok

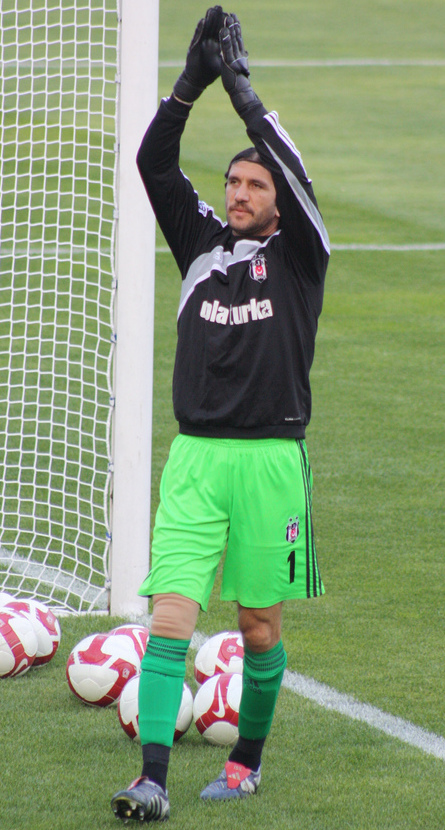
Rüştü Reçber a válogatottsági rekorder 120 mérkőzéssel.

| #  | Játékos           | Időszak   | Vál. | Gól |
| -- | ----------------- | --------- | ---- | --- |
| 1  | Rüştü Reçber      | 1994–2012 | 124  | 0   |
| 2  | Hakan Şükür       | 1992–2007 | 112  | 51  |
| 3  | Bülent Korkmaz    | 1990–2005 | 102  | 2   |
| 4  | Emre Belözoğlu    | 2000–2014 | 101  | 9   |
| 5  | Arda Turan        | 2006–     | 100  | 16  |
| 6  | Tugay Kerimoğlu   | 1990–2007 | 96   | 2   |
| 7  | Alpay Özalan      | 1995–2005 | 90   | 4   |
| 8  | Hamit Altıntop    | 2004–2014 | 84   | 7   |
| 9  | Mehmet Topal      | 2008–     | 81   | 2   |
| 10 | Ogün Temizkanoğlu | 1990–2002 | 80   | 6   |

### Legtöbb gólt szerző játékosok

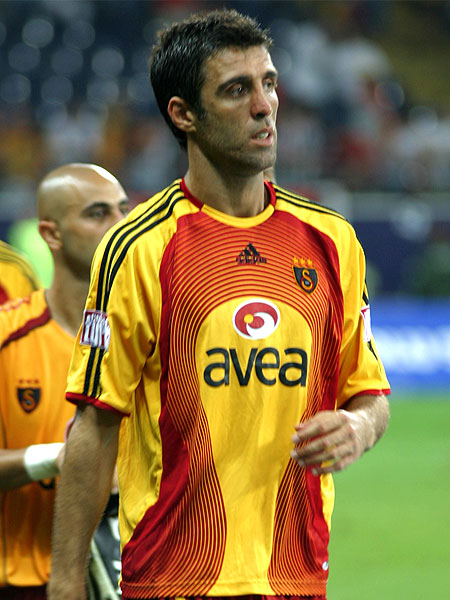
Hakan Şükür 51 góllal a török válogatott legeredményesebb játékosa.

| #  | Játékos                | Időszak   | Gól | Vál. | Átlag |
| -- | ---------------------- | --------- | --- | ---- | ----- |
| 1  | Hakan Şükür            | 1992–2007 | 51  | 112  | 0.46  |
| 2  | Burak Yılmaz           | 2006–     | 28  | 66   | 0.42  |
| 3  | Tuncay Şanlı           | 2003–2010 | 22  | 79   | 0.28  |
| 4  | Lefter Küçükandonyadis | 1948–1963 | 21  | 46   | 0.46  |
| 4  | Cemil Turan            | 1969–1979 | 21  | 46   | 0.46  |
| 6  | Nihat Kahveci          | 2000–2011 | 19  | 69   | 0.28  |
| 6  | Metin Oktay            | 1956–1968 | 19  | 36   | 0.53  |
| 8  | Cenk Tosun             | 2013–     | 18  | 45   | 0.40  |
| 9  | Arda Turan             | 2006–     | 16  | 95   | 0.18  |
| 10 | Zeki Rıza Sporel       | 1923–1932 | 14  | 15   | 0.94  |

### Ismertebb játékosok
- Alpay Özalan
- Bülent Korkmaz
- Emre Belözoğlu
- Volkan Demirel
- Hakan Şükür
- Hasan Şaş
- İlhan Mansız
- Mustafa İzzet
- Nihat Kahveci
- Rüştü Reçber
- Sergen Yalçın
- Yıldıray Baştürk
- Halil Altıntop
- Hamit Altıntop
- Tuncay Şanlı
- Tümer Metin
- Deniz Barış

## Lásd még
- Török U21-es labdarúgó-válogatott
- Török női labdarúgó-válogatott